# Colostygia jemeza
Colostygia jemeza es una especie de polilla perteneciente a la familia Geometridae, descrita por primera vez por el entomólogo británico George Hampson en 1895. Se encuentra distribuido en la India. El holotipo de la especie fue descrita en la zona montañosa de Mussoorie, en las laderas de las Himalayas.
Tiene gran parecido con C. albigirata, aunque las pectinaciones antenales son sólo la mitad de longitud, las irregularidades del espacio postmediano son mucho menos profundas. Pertenece principalmente a Japón y la región del Río Ussuri.